# Motorola ROKR Z6
El Rokr Z6 (originalmente conocido como RIZR Z6) es un teléfono móvil sucesor del Motorola RIZR Z3 actualmente disponible de Motorola, lanzado el 16 de julio de 2007 (Australia). El Z6 ejecuta la nueva versión de Motorola del sistema operativo Linux embebidos, MOTOMAGX. También soporta la tecnología de Bluetooth estéreo (A2DP) y tiene una cámara digital de 2 megapíxeles. El MotoROKR Z6 soporta también la sincronización con Windows Media Player 11, lo que permite transferir listas de reproducción de audio a la memoria interna del teléfono, que a su vez pueden ser transferidas a una tarjeta de memoria microSD compatibles. El teléfono no es compatible con 3G o HSDPA.
Fue un éxito de ventas, después del Motorola RAZR V3. Dejó de fabricarse entre 2011 y 2012, tras no tener tanto éxito entre el 2010 y el 2011, con la llegada de los teléfonos inteligentes.

## Reproducción de audio
El MotoROKR Z6 oficialmente soporta los siguientes formatos de audio:
- Windows WMAv10 plus Janus DRM
- MP3
- AAC
- AAC+
- AAC+ enhanced
- AMR NB
- WAV
- XMF
- WMA

## Video
En reproducción soporta los formatos:
- MPEG4 + AAC
- H.263 + AAC
- RM O RMVB
- MP4
- 3GP

En modo captura, solo formato 3GP. Con 15 a 20 fps.

## Problemas conocidos
Error Archivos / Tarjeta de Memoria: Suelen ocurrir cuando aplicaciones externas (virus de PC) modifican el formato de la Tarjeta de Memoria MicroSD, por lo que los datos guardados no pueden ser copiado/leídos correctamente por el equipo. La única solución eficaz es formatear la Tarjeta de Memoria utilizando el teléfono (perdiendo los datos que esta posee) y ser cuidadoso al elegir el PC al cual se conecta el Z6, al instalar aplicaciones sospechosas... siempre hay que buscar páginas oficiales
Botones del teclado superior se "Despegan": Los botones del teclado superior del Motorola Z6 están unidos al equipo por un pegamento especial super resistente, lamentablemente cuando estos botones son expuestos a mucho calor (limpieza brusca o jugar en exceso), el pegamento reacciona y las teclas pueden caerse. Si esto ocurre llevarlo de inmediato al servicio técnico autorizado. El recambio total del teclado externo tiene un valor aproximado de 35 USD.
Teclado trabado: En algunas ocasiones los números del teclado no reaccionan haciendo necesario el apagar y encerder nuevamente el teléfono o incluso retirarle la batería por unos minutos. Este problema también se presenta en algunos equipos del modelo V3.